# Tučna
Tučna – wieś w Słowenii, w gminie Kamnik. W 2018 roku liczyła 32 mieszkańców.